# Старенжинек
Старенжинек (пол. Starężynek) — село в Польщі, у гміні Дамаславек Вонґровецького повіту Великопольського воєводства.
Населення — 97 осіб (2011).
У 1975-1998 роках село належало до Пільського воєводства.

## Демографія
Демографічна структура станом на 31 березня 2011 року:
|          | Загалом | Допрацездатний вік | Працездатний вік | Постпрацездатний вік |
| -------- | ------- | ------------------ | ---------------- | -------------------- |
| Чоловіки | 49      | 10                 | 31               | 8                    |
| Жінки    | 48      | 9                  | 27               | 12                   |
| Разом    | 97      | 19                 | 58               | 20                   |